# Roland Hermann
Roland Hermann (* 17. September 1936 in Bochum; † 17. November 2020 in Zürich) war ein deutscher Opernsänger (Bariton) und Hochschullehrer an der Musikhochschule Karlsruhe.

## Leben
Roland Hermann besuchte die Universitäten von Freiburg im Breisgau, Mainz und Frankfurt am Main. Seine Gesangsausbildung absolvierte er bei Margarethe von Winterfeldt, Paul Lohmann und Flaminio Contini. 1961 wurde er mit dem Ersten Preis im Wettbewerb der deutschen Radiostationen ausgezeichnet.
Sein Operndebüt als Mozarts Figaro gab Hermann 1967 in Trier, dann wechselte er zur Oper Zürich, deren Ensemble er seit 1968 angehörte. Hermann sang auch in München, Köln, Buenos Aires, Paris, Mailand, London, Berlin und anderen Städten. Engagements als Solist mit Orchestern und als klavierbegleiteter Liedersänger führten ihn in Musikzentren Europas, der Vereinigten Staaten (Debüt mit dem New York Philharmonic Orchestra im Jahr 1983), und dem Fernen Osten.

## Repertoire
Zusätzlich zu den üblichen Rollen seines Fachs – der Titelrolle in Don Giovanni, der Wolfram im Tannhäuser, der Germont in La traviata sowie der Amfortas im Parsifal – sang er in selten gespielten Werken:
- Heinrich Marschner: Der Vampyr
- Robert Schumann: Genoveva
- Ferruccio Busoni: Doktor Faust
- Arnold Schönberg: Moses und Aron
- Werner Egk: Peer Gynt
- Othmar Schoeck: Penthesilea

Hermann sang auch in mehreren Uraufführungen die Hauptrollen, darunter:
- Rudolf Kelterborn: Der Kirschgarten (Zürich 1984)
- York Höller: Der Meister und Margarita (Paris 1989)

## Diskographische Hinweise
- Carl Orff: Prometheus (Acanta, 1972), zusammen mit Edda Moser, Colette Lorand, Josef Greindl, Kölner Rundfunk-Sinfonie-Orchester, Ferdinand Leitner
- Carl Orff: Carmina Burana (Acanta, 1974), zusammen mit Ruth-Margret Pütz, Barry McDaniel, Kölner Rundfunkchor, Tölzer Knabenchor, Kölner Rundfunk-Sinfonie-Orchester, Ferdinand Leitner
- Gustav Mahler: Lieder und Gesänge aus der Jugendzeit (Claves 1974/75), am Klavier Geoffrey Parsons

- Richard Wagner: Die Meistersinger von Nürnberg (Deutsche Grammophon, 1976), zusammen mit Dietrich Fischer-Dieskau, Catarina Ligendza, Christa Ludwig, Horst Laubenthal, Plácido Domingo, Chor  und Orchester der Deutschen Oper Berlin, Eugen Jochum
- Wilhelm Kienzl: Der Evangelimann (EMI Electrola, 1981), zusammen mit Siegfried Jerusalem, Helen Donath, Ortrun Wenkel, Kurt Moll, Münchner Rundfunkorchester, Lothar Zagrosek
- Carl Loewe: Balladen-Zyklen (Claves, 1981), zusammen mit Geoffrey Parsons
- Joseph Haydn: Die Schöpfung (Orbis, DHM und DVD) Wien 1982, zusammen mit Arleen Auger, Walter Berry, Peter Schreier und dem Collegium Aureum

- Mauricio Kagel: Finale / ...den 24.xii.1931 (Disques Montaigne, 1992), zusammen mit dem Ensemble Modern unter der Leitung von Mauricio Kagel
- Mauricio Kagel: Sankt-Bach-Passion (Disques Montaigne, 1996), zusammen mit Anne Sofie von Otter, Hans Peter Blochwitz, Roland Hermann, Gerd Zacher,  Limburger Domsingknaben, NDR-Chor Hamburg, Südfunk-Chor, Radio-Sinfonieorchester Stuttgart unter der Leitung von Mauricio Kagel
- Carl Orff: Prometheus (Orfeo, 1999), zusammen mit Colette Lorand, Josef Greindl, Symphonieorchester des Bayerischen Rundfunks, Rafael Kubelík
- Mauricio Kagel: Duodramen (Naxos, 2006), zusammen mit Margaret Chalker, Romain Bischoff, Martyn Hill, Wout Oosterkamp, dem Gulbenkian Chor Lissabon, der Deutsche Radio Philharmonie Saarbrücken unter der Leitung von Mauricio Kagel